# Märta Söderberg
Märta Söderberg, ogift Abenius, född 5 maj 1871 i Svea Artilleriregementes församling, död 24 december 1932 i Hedvig Eleonora församling i Stockholm, var en svensk författarhustru vars levnadsöde uppmärksammats på 2010-talet.
Märta Abenius var författaren Hjalmar Söderbergs första hustru mellan 1899 och 1917 samt mor till deras tre barn. Efter tolv års äktenskap tvångsintogs hon i april 1911 på det då nybyggda Långbro sjukhus. Genom citat ur brev, sjukhusjournaler och andra källor skildras hennes öde från början av 1900-talet i en bok utgiven i september 2014 på förlaget Natur & Kultur. Boken heter Märta och Hjalmar Söderberg – En äktenskapskatastrof och är skriven av Johan Cullberg och Björn Sahlin.

## Biografi

### Uppväxt

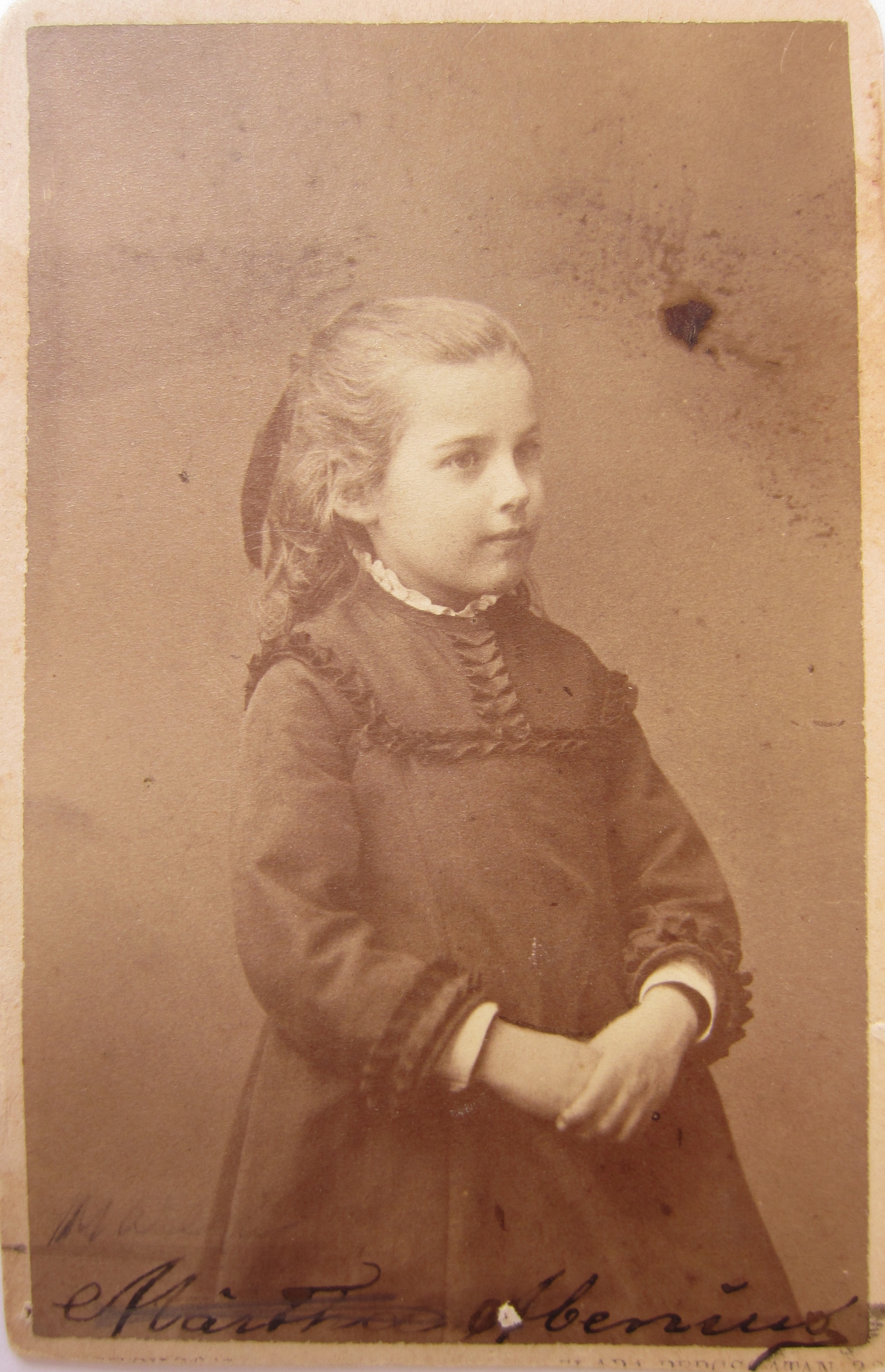
Märta Abenius som barn, fotograferad cirka 1878 hos Martin Josephsons Fotografi-Atelier på Clara Bergsgatan 33 i Stockholm. Foto från Göteborgs universitetsbibliotek.

Märta Söderberg var dotter till majoren Carl Johan Abenius (1838–1910) och Augusta Maria Abenius, född Elliot, (1834–1923). Vid dopet fick hon sexton faddrar. Märta Abenius hade tre helsyskon: Maria (1866–75), Allan (1868–1953), kapten och direktör, och Sigrid (1873–1953), språklärare. I ett tidigare äktenskap med kommendörkaptenen Theodor Keyser (1823–1904) hade modern Augusta fem barn. Av dessa blev tre vuxna: Sixten (1856–1940), konsul, och Alice (1859–97), gift Wejdling, samt Alban (1861–1956), revisor vid Generaltullstyrelsen och senare Märta Söderbergs förmyndare.
Märta Abenius gick vid 17 års ålder fortfarande i flickskola. Efter skolgången hjälpte hon halvsystern Alice, som var tolv år äldre, med hennes barn fram till Alices död i barnsängsfeber 1897. Ett år tillbringade Märta Abenius i Paris, men det finns inga brev bevarade från denna tid.

### Giftermål
Hon var gift med författaren Hjalmar Söderberg i arton år (1899–1917). De gifte sig den 18 januari 1899 och bröllopet firades på Tattersall en trappa upp i gathuset i den eleganta festvåningen. Denna fastighet inrymmer numera Ingenjörsvetenskapsakademien på Grev Turegatan 16. Något bröllopsfoto på paret finns inte bevarat – bokens framsida är ett fotomontage. Det äkta paret Söderberg bodde inledningsvis på Floragatan 6 i ett hus, som inte längre finns kvar.

### Familj
Tillsammans hade Märta och Hjalmar Söderberg tre barn: Dora, född 1899 på Folkungagatan 95 i Katarina församling, Tom, född 1900 på Styrmansgatan 51 i Hedvig Eleonora församling, och Mikael (Michael), född 1903 på Observatoriegatan 6 i Adolf Fredriks församling. En av dessa våningar – den vid Folkungagatan på östra Södermalm – visade sig vara fuktig och hälsovådlig. Märta Söderberg drabbades av ledgångsreumatism, vilket förbittrade hennes och familjens liv.
År 1907 knakade det i äktenskapet mellan Märta och Hjalmar Söderberg; Märta och dottern Dora bodde kvar på Observatoriegatan medan sönerna var skrivna hos fadern Hjalmar på Rådmansgatan 73. Följande år, 1908–09, hyrde familjen en lägenhet på Tyskbagargatan 9, medan Hjalmar Söderberg bodde kvar på Rådmansgatan. Enligt mantalslängderna för 1910–11 var Märta Söderberg skriven på Tyskbagargatan, men vistades på Sigtuna sjukhus. Elisabeth Andersson uppträdde från och med detta år som hembiträde, senare som husföreståndarinna. Senare var Märta Söderberg fortfarande skriven på Tyskbagargatan, men bodde på Skeppargatan 32 eller på Grev Magnigatan 17 B.

### Ordning efter kaos
Märta Söderbergs fysiska och mentala tillstånd gjorde, att hon knappast orkade bry sig om barnen. De fick tas om hand av en rad olika tjänarinnor, varav flera slutade efter en kort tid. År 1909 anställdes därför Elisabeth Andersson, som skapade ordning i det kaos som varit i hemmet. Hon var gladlynt och plikttrogen, kulturellt intresserad, socialist och ateist. Hon hade tidigare arbetat som tjänarinna i olika hem. Då hade hon organiserat sina kollegor i ett slags fackförening, Stockholms Tjänarinneförening. Hon hade även varit med om att starta en kooperativ syfabrik i Stockholm.
Den som lyckades övertala Elisabeth Andersson, att ta hand om hemmet och barnen Söderberg, var Lisen Bonnier. Hon var hustru till Karl Otto Bonnier, som var Hjalmar Söderbergs förläggare. Lisen Bonnier var en socialt engagerad och handlingskraftig kvinna. Hon hjälpte även familjen Söderberg till den lägenhet på Tyskbagargatan 9 på Östermalm, där barnen Söderberg bodde från 1907 under hela sin uppväxt och skoltid.

### Ett liv utanför sin familj

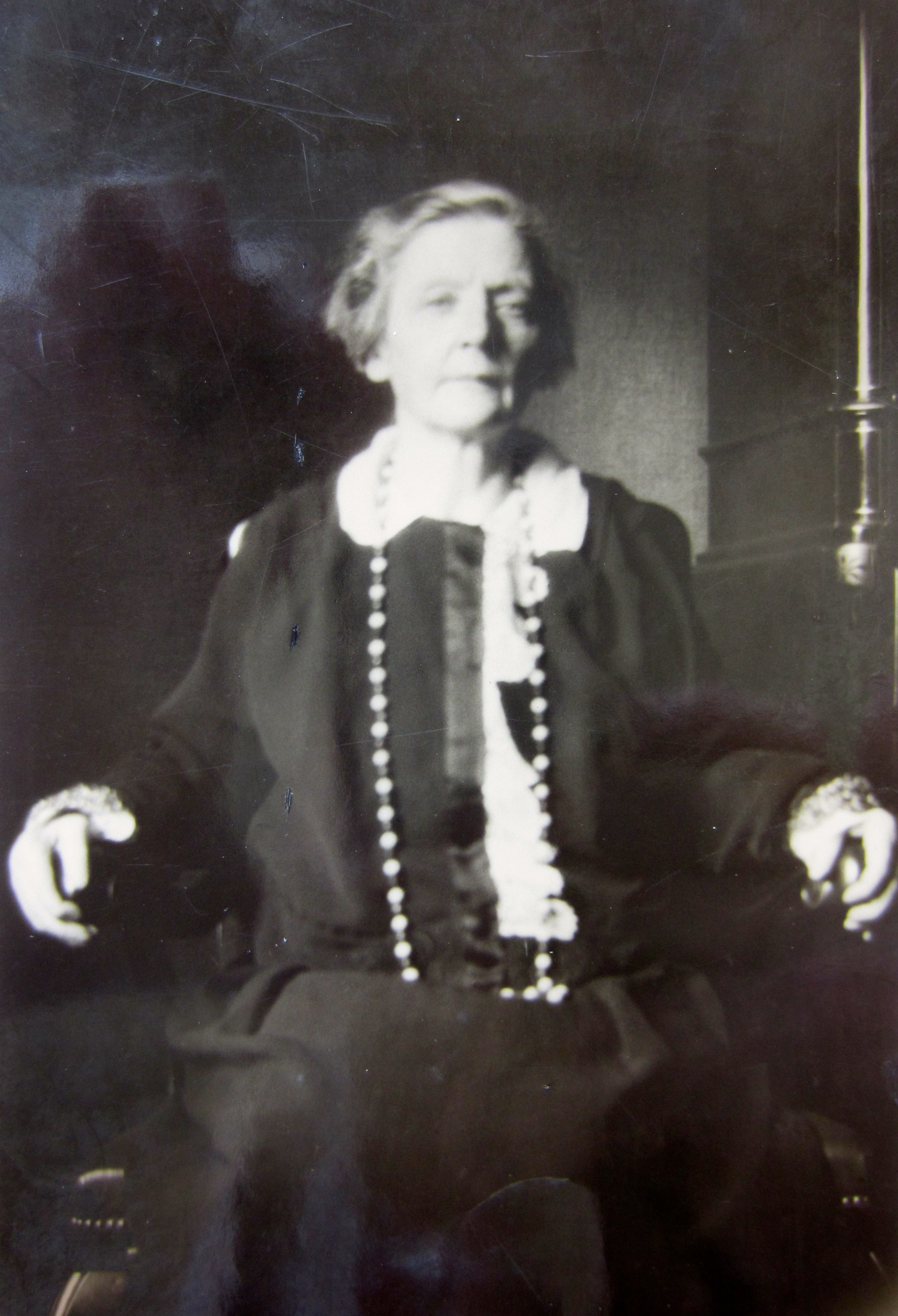
Märta Söderberg när hon 1926 firade sin födelsedag hos barnen. Foto från Göteborgs universitetsbibliotek.

Efter sonen Mikaels födelse blev Märta Söderbergs sjukdomsperioder allt längre. Av den anledningen vistades hon på olika badorter, kurorter, sanatorier, sjukhem och sjukhus. Den 4 november 1909 skrevs Märta Söderberg in på Sabbatsbergs sjukhus för behandling av sin kroniska ledgångsreumatism i kombination med nervositet. På sjukhuset skedde en sinnesundersökning utförd av överläkare Olof Kinberg. Han skrev också ett intyg om sinnessjukdom och att Märta Söderberg var i mycket stort behov av vård på asyl. Ansökningshandlingarna om vård undertecknades förutom av maken Hjalmar Söderberg också av halvbrodern Alban Keyser. Två präster intygade, att dessa två personer var trovärdiga.
Någon inläggning på asyl av Märta Söderberg blev det dock inte vid detta tillfälle. Istället överfördes hon till Sigtuna sjukhem i december 1909. Under 1911 vårdades hon under drygt fyra månader, 30 april–7 september, på Långbro sjukhus. Från den 15 januari 1915 till den 14 mars 1916 var hon intagen på Konradsbergs sjukhus där hon behandlades av professorn och överläkaren Bror Gadelius.

### Omyndigförklarad och frånskild
Märta Söderberg blev omyndigförklarad den 2 februari 1917 på grund av "varaktig sinnessjukdom".  Hjalmar Söderberg var angelägen om att få vårdnaden om de tre barnen. Han ansökte därför genast om skilsmässa vid  Stockholms Rådhusrätt. I utslag av den 15 februari beslutade rådhusrätten om skilsmässa mellan makarna. Märta Söderberg förlorade vårdnaden om barnen och fick inget eget underhåll. Hon och hennes förmyndare, halvbrodern Alban Keyser, företräddes vid förhandlingarna av advokaten Simon Axelsson. Denne förde inte fram några anspråk vare sig när det gällde vårdnad eller umgänge med barnen. Inte heller begärde advokaten något underhåll eller skadestånd till Märta Söderberg.
Hjalmar Söderberg kommenterade utgången: "Det är klart – jag är fri. Jag blev inte ens ådömd någon försörjningsplikt."

### Livet efter skilsmässan

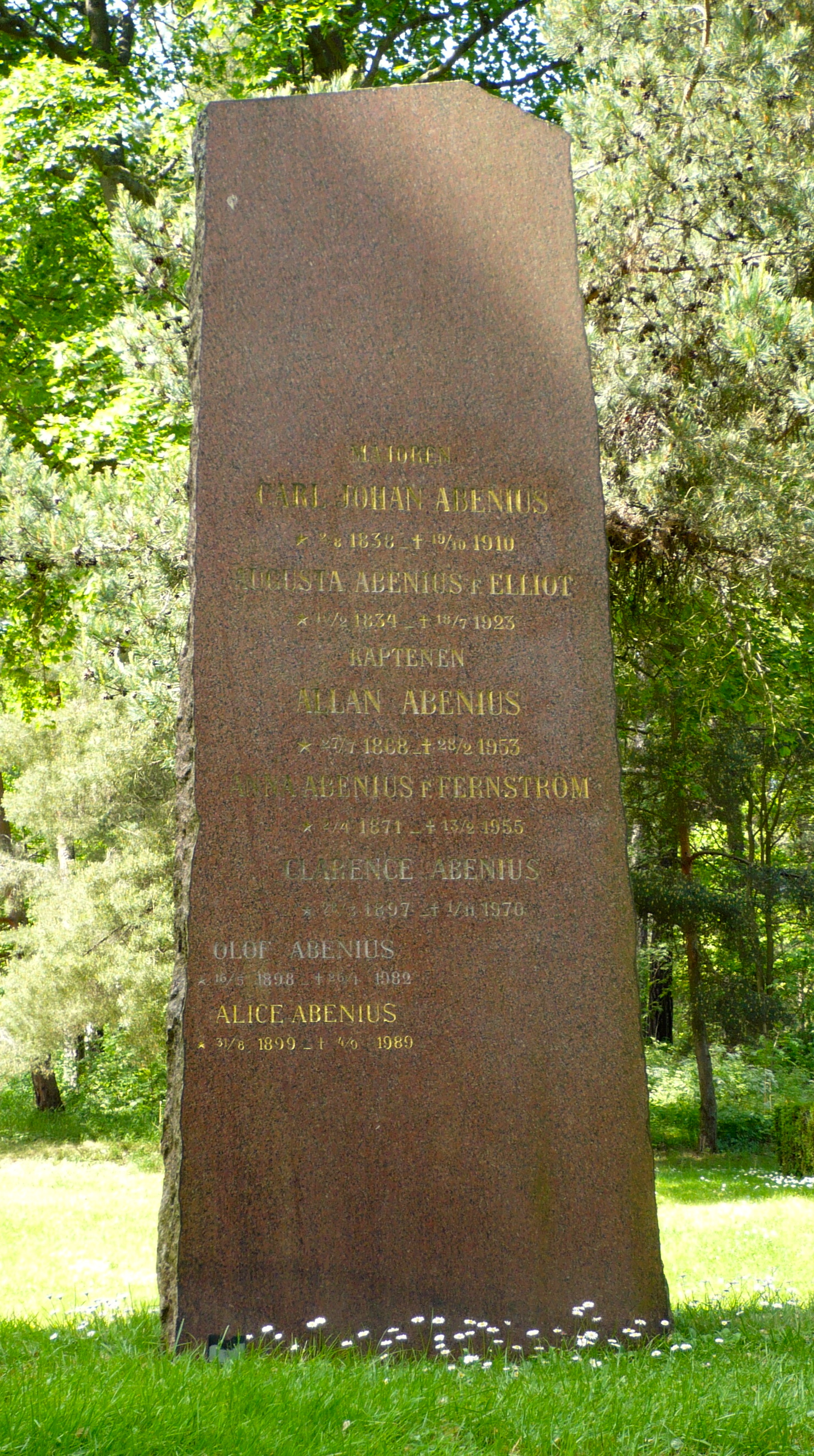
Familjegraven på Norra begravningsplatsen för bland andra Märtas föräldrar och några av syskonen.

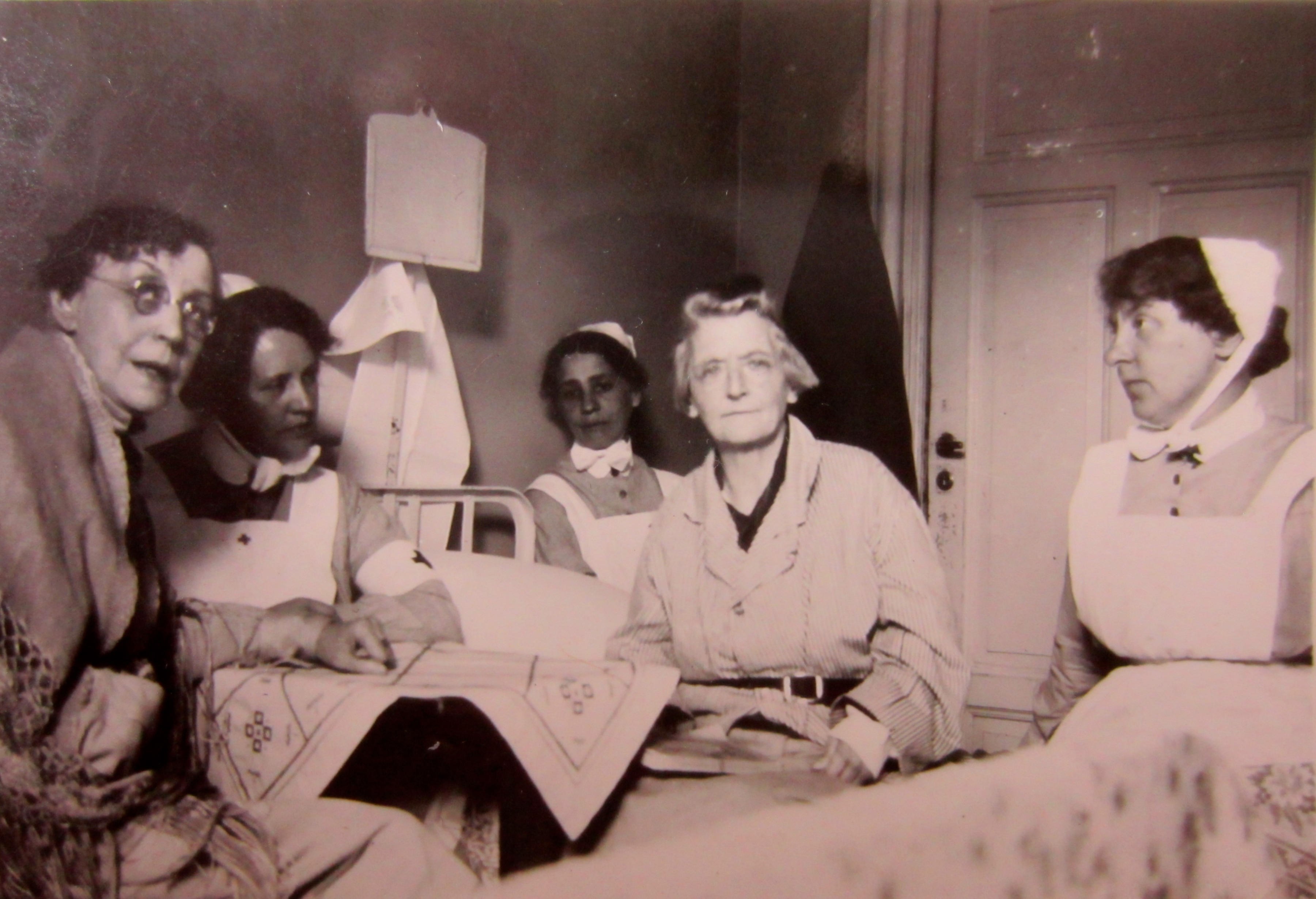
Märta Söderberg får besök på S:t Eriks sjukhus, sommaren 1932. Foto i obeskuret skick från Göteborgs universitetsbibliotek. Fotot har använts av Natur & Kultur i kraftigt beskuret skick på bokens baksida och på sidan 305.

Märta Söderberg led av en svår reumatisk sjukdom, som tidvis hade hindrat henne från att ta hand om barnen. Hennes reaktion hade varit häftig när maken ville skiljas i samband med en långvarig otrohet. Några klara tecken på sinnessjukdom finner författarna inte, vare sig i Märta Söderbergs sjukhusjournaler eller i andra dokument, som redovisas i boken. Hennes maktlöshet var total inför den egna släkten, maken och hans förläggares och läkarvänners samarbete. Ingen verkar ha tagit tillvara hennes rättigheter. Det skrevs inte heller någon ansökan om pension för Märta Söderberg – varken av hennes själv eller senare av hennes förmyndare. En ansökan kunde ha lämnats in till pensionsnämnden i Stockholm efter 1914 när lagen om allmän pensionsförsäkring hade trätt i kraft.
Efter flera långvariga vistelser på olika institutioner dog Märta Söderberg den 24 december 1932 på Västra kliniken vid S:t Eriks sjukhus i Stockholm. Hon var då kyrkobokförd i Hedvig Eleonora församling. Märta Söderberg begravdes i en ensamgrav på Skogskyrkogården i Stockholm den 29 december 1932. Gravplatsen var upplåten på 25 år och den finns inte längre kvar.

## Eftermäle
I september 2014 kom Johan Cullberg och Björn Sahlin ut med boken Märta och Hjalmar Söderberg – en äktenskapskatastrof. Författarna anger avsikten med boken på följande sätt: "Det skulle ha blivit en bok om Märta Söderberg, Hjalmar Söderbergs första hustru. Det är fortfarande främst en bok om Märta. Men deras levnadslopp – Hjalmars och Märtas – är så förbundna, att den enas inte kan berättas utan den andras. Så blev det en bok om Märta och Hjalmar Söderberg, om deras äktenskap och dess katastrofala följder." Boken är utgiven av Natur & Kultur och ingår i Söderbergsällskapets skriftserie.
I bokens kapitel 10 – Märta bakom diagnoserna – redovisas några skäl till varför Märta Söderbergs psykiska tillstånd troligen inte var så allvarligt som läkarna, bland andra dåtidens mest kände psykiater Olof Kinberg, bedömde det.